# Georg Barth (Politiker)

Georg Barth

Georg Barth (* 4. Oktober 1876 in Zwickau; † 15. Mai 1947 ebenda) war ein deutscher Jurist und Politiker (DNVP).

## Leben und Beruf
Er war der Sohn des Zwickauer Obermedizinalrates Karl Barth. Nach dem Abitur 1896 am Gymnasium in Zwickau nahm Barth ein Studium der Rechtswissenschaft und der Volkswirtschaft an den Universitäten in Leipzig, München und Kiel auf, das er 1900 mit dem ersten juristischen Staatsexamen beendete. Anschließend trat er in den sächsischen Justizdienst ein. Er arbeitete zunächst als Referendar in Zwickau und Glauchau, promovierte zum Dr. jur. und bestand 1904 das zweite juristische Staatsexamen. Danach war er als Gerichtsassessor beim Landgericht Zwickau und beim Amtsgericht Zwickau sowie als Landrichter in Zwickau tätig. 1916 erhielt er eine Stelle als Staatsanwalt bei der dortigen Staatsanwaltschaft. Nach 1919 war er als Amtsgerichtsrat in Zwickau tätig und war ein Kämpfer gegen die Fürstenenteignung. Zuletzt war er Landgerichtsdirektor.

## Politik
Barth war von 1911 bis 1919 Stadtverordneter in Zwickau. Er trat nach dem Ersten Weltkrieg in die Deutschnationale Volkspartei (DNVP) ein und war seit 1920 ehrenamtlicher Stadtrat in Zwickau. Bei der Reichstagswahl im Juni 1920 wurde er in den Deutschen Reichstag gewählt, dem er bis Mai 1928 angehörte. Im Parlament vertrat er von 1920 bis 1924 den Wahlkreis 33 (Chemnitz-Zwickau) und von 1924 bis 1928 den Wahlkreis 28 (Dresden-Bautzen).